# Penicillium roqueforti
Penicillium roqueforti là một loài nấm hoại sinh phổ biến thuộc họ Trichocomaceae. Nó phổ biến trong thiên nhiên và có thể được chiết tách từ đất, thực vật và các xác thực vật phân hủy.
Loài này được dùng trong công nghiệp để sản xuất phô mát xanh, gia vị, thuốc diệt nấm, polisaccarit, protease và các enzyme khác.

## Mô tả
Loài này được mô tả lần đầu tiên bởi nhà nấm học người Mỹ Charles Thom năm 1906, P. roqueforti ban đầu là một loài không đồng nhất. Chúng được chia thành các nhóm khác nhau dựa trên khác biệt kiểu hình, nhưng sau đó được gộp thành một loài bởi Raper và Thom (1949). Nhóm P. roqueforti được tái phân loại vào năm 1996 theo nghiên cứu phân tử của chuỗi ribosomal DNA. P. roqueforti trước đó được chia làm hai thứ ― được dùng làm pho mát (P. roqueforti var. roqueforti) và dùng làm patulin (P. roqueforti var. carneum), P. roqueforti được tái phân loại thành ba loài là P. roqueforti, P. carneum, và P. paneum.

## Sử dụng
Loài này dược dùng để sản xuất phô mai xanh như Roquefort, Bleu de Bresse, Bleu du Vercors-Sassenage, Brebiblu, Cabrales, Cambozola, Cashel Blue, Danish blue, Fourme d'Ambert, Fourme de Montbrison, Lanark Blue, Shropshire Blue và Stilton, cũng như vài loại Bleu d'Auvergne và Gorgonzola. (Các loại pho mát xanh khác, gồm Bleu de Gex và Rochebaron, dùng Penicillium glaucum.)
Loài vi nấm này cũng được dùng để sản xuất các hợp chất trong thuốc kháng sinh, gia vị, và nước hoa (Sharpell, 1985), việc sử dụng không bị xử lý theo Đạo luật kiểm soát các chất độc hại (TSCA) của Mỹ.